# Daniel (álbum de 1998)
Daniel (também conhecido como Adoro Amar Você) é o álbum de estreia do cantor brasileiro Daniel em carreira solo. Foi lançado em 3 de agosto de 1998 pela Warner Music. Teve como sucessos as canções "Adoro Amar Você", que, inclusive, ganhou um videoclipe, "Declaração de Amor", "Dengo", "Pra Falar a Verdade" e "Me Guardo Pra Você". O álbum chegou a marca de 1,3 milhão de cópias vendidas em todo o Brasil e conquistou o disco de diamante.
O álbum recebeu uma indicação ao Grammy Latino na categoria "Melhor Álbum de Música Sertaneja".

## Lista de faixas
| N.º            | Título                                                                | Compositor(es)                                                   | Duração |  |
| 1.             | "Adoro Amar Você"                                                     | Peninha / Elias Muniz                                            | 4:44    |  |
| 2.             | "Declaração de Amor"                                                  | Altay Veloso                                                     | 4:36    |  |
| 3.             | "Dengo"                                                               | Waldir Luz / Daniel                                              | 3:05    |  |
| 4.             | "Saudade Faz Doer"                                                    | Joel Marques / Ivone Ribeiro                                     | 3:43    |  |
| 5.             | "Doendo de Saudade"                                                   | Peninha                                                          | 4:35    |  |
| 6.             | "Não Empurra Não"                                                     | Tivas / Waldir Luz                                               | 3:36    |  |
| 7.             | "Quem Ama é Que Faz"                                                  | Gilliard / Nenéo                                                 | 3:48    |  |
| 8.             | "Pra Falar a Verdade"                                                 | Peninha / Regis Danese                                           | 4:35    |  |
| 9.             | "E Quando Você Me Deixou"                                             | Peninha                                                          | 4:23    |  |
| 10.            | "Eu Quero Ter Felicidade"                                             | Peninha / Carlos Colla                                           | 4:09    |  |
| 11.            | "Me Guardo Pra Você"                                                  | Marinho / Marcos / Elias Muniz                                   | 4:14    |  |
| 12.            | "Uma Noite (One Night)"                                               | Janis Carnes / Lewis Storey / Rick Carnes (Versão: Carlos Colla) | 3:42    |  |
| 13.            | "Peão Apaixonado"                                                     | Pinocchio                                                        | 3:00    |  |
| 14.            | "Daqui Não Saio Não (Cipó Imbira)"                                    | Alexandre / Roberto Merli                                        | 4:00    |  |
| 15.            | "A Paixão Acaba Sempre Assim"                                         | Lucas Robles / Antônio Luiz / César Augusto                      | 4:20    |  |
| 16.            | "Paixão Caipira / música incidental: Recordação" (part. José Camillo) | Waldir Luz / Tivas (Recordação: Goiá / Nenete)                   | 4:13    |  |
| Duração total: | Duração total:                                                        | Duração total:                                                   | 1:05:40 |  |

## Certificações e vendas
| País          | Certificação | Data | Vendas certificadas |
| ------------- | ------------ | ---- | ------------------- |
| Brasil (ABPD) | Diamante     | 2002 | 1.300.000           |

## Prêmios e indicações
| Ano  | Premiação     | Categoria                        | Resultado | Ref.        |
| ---- | ------------- | -------------------------------- | --------- | ----------- |
| 1998 | Grammy Latino | Melhor Álbum de Música Sertaneja | Indicado  | [ 8 ] [ 9 ] |